# Perú Primero
El Partido Político Perú Primero es un partido político peruano centrista fundado en 2021 por Martín Vizcarra, presidente del Perú de 2018 a 2020.
Desde el 2023 está inscrito ante el Jurado Nacional de Elecciones para poder participar en las próximas elecciones generales de 2026. Durante las protestas peruanas de 2022 y 2023, el partido apoyó las manifestaciones contra el gobierno de Dina Boluarte y el Congreso del Perú, que Vizcarra calificó como una "dictadura congresal".

## Fundación e Historia
El partido político Perú Primero fue fundado el 8 de noviembre de 2021 bajo la figura pública de Martín Vizcarra, expresidente del Perú entre 2018 y 2020. Sin embargo, debido a su inhabilitación política por el Congreso, Vizcarra no puede liderar oficialmente el partido. A pesar de este desafío, otros miembros han asumido roles de liderazgo importantes. Entre ellos se destaca Carlo Magno Salcedo, exmiembro fundador del Partido Morado, quien se ha involucrado activamente en la organización de Perú Primero. Cecilia Israel, quien previamente estuvo afiliada al Partido Nacionalista y Juntos por el Perú, también se unió a sus filas.

## Ideología y Valores
Perú Primero se autodefine como un partido de ideología socioliberal, con un fuerte enfoque en la descentralización. Además, su agenda incluye posiciones antifujimoristas, reflejando su oposición a las políticas del expresidente Alberto Fujimori y sus herederos políticos. Su enfoque socioliberal promueve la combinación de la libertad individual con la intervención estatal para garantizar la justicia social y económica. El partido también aboga por la redistribución del poder en el país mediante políticas que fortalezcan las regiones y promuevan un desarrollo equitativo en todo el territorio nacional.

### Propuestas Políticas
De cara a las elecciones de 2026, Perú Primero ha identificado cuatro pilares fundamentales en su plataforma política: seguridad ciudadana, educación, salud pública y reactivación económica. El partido sostiene que estos son los desafíos principales que enfrenta Perú y que requieren una respuesta contundente del Estado. Además, promueve un enfoque humanista y democrático para abordar estos problemas, con políticas orientadas a fortalecer las instituciones públicas y mejorar el acceso a los derechos básicos.

## Estructura y Organización
El partido tiene su sede principal en Lima y está organizado de manera descentralizada, lo que le permite tener una presencia significativa en diversas regiones del país. Perú Primero busca fomentar la participación ciudadana a través de programas de voluntariado y afiliación, con especial atención en movilizar a los jóvenes para que formen parte del proceso político. Esta estructura ha permitido al partido crecer en bases locales y consolidar su presencia de cara a futuras elecciones.

## Resultados electorales

### Elecciones presidenciales
| Año  | Fórmula presidencial | Fórmula presidencial | Fórmula presidencial | Fórmula presidencial | Votos | %               | Resultado | Notas |
| Año  | Presidente           | Presidente           | Vicepresidentes      | Vicepresidentes      | Votos | %               | Resultado | Notas |
| ---- | -------------------- | -------------------- | -------------------- | -------------------- | ----- | --------------- | --------- | ----- |
| 2026 |                      | Por definir          | 1.º                  | Por definir          |       | \| \| 0.00 % \| |           |       |
| 2026 | 2.º                  | Por definir          | Por definir          |                      |       | \| \| 0.00 % \| |           |       |
|      | 0.00 %               |                      |                      |                      |       |                 |           |       |

### Elecciones parlamentarias

#### Congreso bicameral
| Año  | Senado | Senado | Senado  | Senado   | Cámara de Diputados | Cámara de Diputados | Cámara de Diputados | Cámara de Diputados | Notas |
| Año  | Votos  | %      | Escaños | Posición | Votos               | %                   | Escaños             | Posición            | Notas |
| ---- | ------ | ------ | ------- | -------- | ------------------- | ------------------- | ------------------- | ------------------- | ----- |
| 2026 |        |        | 0/60    |          |                     |                     | 0/130               |                     |       |

### Elecciones al Parlamento Andino
| Año  | Votos  | %               | Escaños | Posición | Notas |
| ---- | ------ | --------------- | ------- | -------- | ----- |
| 2026 |        | \| \| 0.00 % \| | 0/5     |          |       |
|      | 0.00 % |                 |         |          |       |

### Elecciones regionales y municipales
| Año  | Gobiernos Regionales | Alcaldías Provinciales | Alcaldías Distritales |
| Año  | Representantes       | Representantes         | Representantes        |
| ---- | -------------------- | ---------------------- | --------------------- |
| 2026 | 0/25                 | 0/196                  | 0/1874                |

## Controversias
El partido ha enfrentado controversias relacionadas principalmente con su líder fundador, Martín Vizcarra, quien fue inhabilitado por el Congreso por quince años debido a denuncias sobre vacunación irregular y otros vínculos cuestionables con empresas privadas. A pesar de esto, Perú Primero ha continuado con sus actividades bajo la dirección de otros líderes, quienes han mantenido la plataforma activa y buscan posicionarse como una alternativa política viable en las elecciones de 2026.